# No Monkey Business
No Monkey Business è un film del 1935 diretto da Marcel Varnel.

## Trama
Un attore finge di essere una scimmia per aiutare il suo partner a conquistare la figlia di un antropologo.